# Engelhardia serrata
Engelhardia serrata är en valnötsväxtart som beskrevs av Carl Ludwig von Blume. Engelhardia serrata ingår i släktet Engelhardia och familjen valnötsväxter. Utöver nominatformen finns också underarten E. s. cambodica.